# رومئو و ژولیت (فیلم مترو پیکچرز ۱۹۱۶)
رومئو و ژولیت (انگلیسی: Romeo and Juliet) یک فیلم صامت آمریکایی به کارگردانی «جان نابِل» و «فرانسیس بوشمن» است که در سال ۱۹۱۶ منتشر شد. این فیلم بر اساسِ تراژدیِ رومئو و ژولیت اثرِ ویلیام شکسپیر و به مناسبت ۳۰۰مین سال درگذشت او ساخته شد.
این فیلم در رقابت با کمپانی فاکس و رومئو و ژولیت آنها ساخته شد. بعدها «فرانسیس بوشمن» در مصاحبه‌ای مدعی شد، «ویلیام فاکس» چند جاسوس در کمپانی مترو در اختیار داشت که برای او کار می‌کردند و آنان چندین «میان‌متن» فیلم را از نسخهٔ «مترو پیکچرز» دزدیدند و در فیلم خود بکار بردند. کمپانی فاکس، فیلم خودشان را زودتر راهی سینماها کردند و وقتی «فرانسیس بوشمن» فیلم را در سینما دید، از دیدن میان‌متن‌های خودشان در آن فیلم شگفت‌زده شد. از این فیلم، هیچ نسخه‌ای باقی نمانده است.